# Елисей (Жермен)
Епи́скоп Елисе́й (фр. évêque Elisée, в миру Николя Жерме́н, фр. Nicolas Germain; род. 16 апреля 1972, Париж) — архиерей Русской православной церкви, епископ Ре́утовский (с 2020), викарий Архиепископии западноевропейских приходов русской традиции.

## Биография
Начальное и среднее образование получил в Париже: Cours Kaiser Methode Hattemer 75016 (1976—1981), частный колледж Сен-Жан де Пасси (1981—1984), школа La Bruyère (1984—1985), школа Cours Richelieu (1985—1990), частная лицейская школа Луиза де Марильяк (1990—1991). Параллельно получил православное образование: в 1978—1986 годы проходил обучение в приходской школе при соборе Святого Александра Невского в Париже. В 1978—1994 года в Александро-Невском соборе исполнял послушание алтарника. Обучался в Свято-Сергиевском богословском институте в Париже.
24 июня 1994 года принят послушником в монастырь Святого Силуана Афонского в Сен-Марс-де-Локене близ города Ле-Мана во Франции. 6 декабря 1995 года был пострижен в рясофор, а 8 сентября 1998 года — в малую схиму с наречением имени Елисей в честь пророка Елисея
В 2001—2011 годах — административный сотрудник в комитете по содержанию русских православных захоронений на русском кладбище в Сент-Женевьев-де-Буа, преподаватель Закона Божия в приходской школе при Александро-Невском соборе в Париже.
24 апреля 2005 года поставлен во чтеца и иподиакона. 7 августа 2005 года архиепископом Команским Гавриилом (де Вильдером) был хиротонисан во иеродиакона с направлением в клир Свято-Троицкой церкви (в крипте Александро-Невского собора) в Париже.
18 сентября 2005 года архиепископом Команским Гавриилом (де Вильдером) в Александро-Невском соборе хиротонисан во иеромонаха с оставлением в клире того же прихода.
19 марта 2010 года был назначен настоятелем прихода Святого Серафима Саровского в городе Шель.
С 2011 года — административный сотрудник в «La Petite Ecole Bilingue-Stewart International School» (двуязычная начальная школа, Париж 17).
В 2013 году назначен членом церковного суда на срок до 2016 года. 23 июня 2015 года освобождён от должности члена церковного суда Архиепископии.
1 августа 2014 года назначен настоятелем прихода Святой Троицы в Париже в крипте Александро-Невского собора, а 1 сентября того же года освобождён от должности настоятеля прихода Святого Серафима Саровского в городе Шель.
12 сентября 2015 года архиепископом Иовом (Гечей) награждён правом ношения креста с украшениями по случаю 10-летия священнической хиротонии.
Поддержал архиепископа Иоанна (Реннето), принятого 14 сентября 2019 года в Московский патриархат, и последовал за ним. 15 сентября принял участие в торжественном богослужении, на котором архиепископ Иоанн впервые помянул патриарха Кирилла. 6 октября 2019 года возведён в сан игумена.

## Архиерейство
24 января 2020 года на генеральной ассамблее Архиепископии западноевропейских приходов русской традиции был избран для рукоположения в сан викарного епископа (получил 121 голос из 132). 11 марта того же года Священный синод Русской православной церкви утвердил избрание, определив ему титул «Реутовский».
12 апреля 2020 года в Александро-Невском соборе в Париже митрополитом Иоанном (Реннето) возведен в сан архимандрита.
26 июня 2020 года в соборе Александра Невского в Париже митрополитом Дубнинским Иоанном наречён во епископа Реутовского. Одновременно состоялось наречение и архимандрита Симеона (Коссека).
27 июня в том же соборе состоялось его хиротония во епископа Ре́утовского, викария Архиепископии западноевропейских приходов русской традиции. Хиротонию совершили: митрополит Дубнинский Иоанн (Реннето), митрополит Корсунский и Западноевропейский Антоний (Севрюк), архиепископ Мадридский и Лиссабонский Нестор (Сиротенко), епископ Домодедовский Симеон (Коссек).